# فهرست مطالب

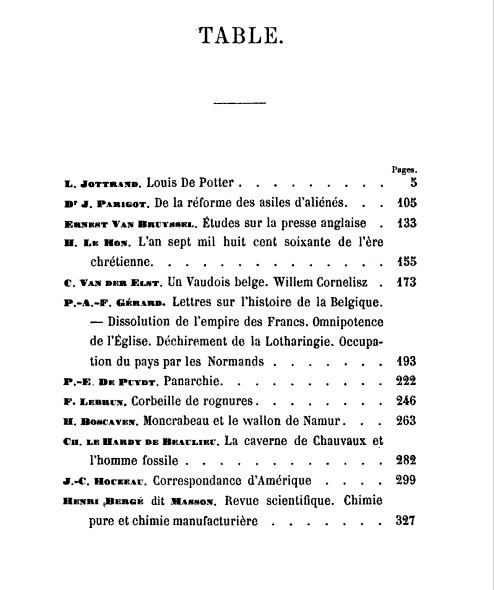
یک فهرست مطالب

فهرست مطالب که معمولاً به صورت ساده «فهرست» نوشته یا خوانده می‌شود؛ جدولی فهرست‌وار است که معمولاً در صفحاتی قبل از آغاز نوشتهٔ اصلی قرار داده می‌شود اما در برخی کتب مخصوصاً در کتب قدیمی‌تر در انتهای کتاب درج می‌شود.
تیبل او کانتنت یا فهرست مطالب در سایت ها برای راحتی و حرکت کاربر در قسمت های مختلف صفحه ایجاد می شود.